# Тремблер пустельний
Тремблер пустельний (Toxostoma lecontei) — вид горобцеподібних птахів родини пересмішникових (Mimidae).

## Назва
Вид Toxostoma lecontei названо на честь американського натураліста Джона Лоренса Ле Конта (1825—1883).

## Поширення
Поширений на південному заході США та північному заході Мексики. Воліє жити в пустелях з піщаними ґрунтами з рідкісною рослинністю.

## Опис
Птах середнього розміру, 25-29 см завдовжки, вагою 55-75 г. Має довгий хвіст та ноги, але короткі округлі крила, що непризначені для довгих перельотів. Голова, спина, крила та хвіст сірого кольору. Нижня частина тіла світло-сірого забарвлення. Дзьоб довгий, зігнутий донизу, чорного кольору.

## Спосіб життя
Наземний птах. Літає нечасто, лише при небезпеці та під час вигодовуванні пташенят. Це моногамний вид, і його зазвичай можна побачити парами, і неповнолітні можуть утворювати невеликі партії від двох до восьми птахів. Всеїдний птах. Раціон включає членистоногих, таких як жуки, скорпіони, павуки, коники, метелики, личинки комах, а також дрібні ящірки та змії; насіння та ягоди. Гніздиться в кінці грудня та на початку січня. Гнізда облаштовує серед густих колючих чагарників. У кладці2-5 яєць.